# Т-50 (танк)
Т-50 — радянський легкий танк періоду Другої світової війни. Розроблений в 1940 році на заводі № 174 в Ленінграді під керівництвом С. О. Гінзбурга. Також в його створенні брали активну участь конструктори І. С. Бушнєв і Л. С. Троянов.
У 1941 році Т-50 був прийнятий на озброєння Червоної армії, і завод № 174 розпочав його серійний випуск. Однак після початку Німецько-радянської війни через загрозу захоплення Ленінграда супротивником завод № 174 був спочатку евакуйований в Чкалов (Оренбург), потім ще раз у Омськ . Через брак двигунів і організаційних проблем з розгортанням випуску продукції на нових місцях виробництво Т-50 було завершено в березні 1942 року.
Всього було випущено, за різними джерелами, 65-75 легких танків Т-50, які взяли участь у боях Німецько-радянської війни 1941 — 1943 роках. Один танк цієї марки був захоплений армією Фінляндії і використовувався аж до 1954 року.
За сукупністю своїх бойових, технічних і експлуатаційних властивостей Т-50 вважається одним з найкращих танків світу у своєму класі.

## Історія створення

### Передумови
У другій половині 1930-х років основу радянських танкових військ становив легкий танк Т-26, який був найбільш масовим зразком бронетанкової техніки в СРСР довоєнного періоду. Ця бойова машина безпосередньої підтримки піхоти на полі бою на початку 1930-х була безумовним лідером в своєму класі, але швидкий розвиток зарубіжних танків і поява практично у всіх арміях світу недорогої масової протитанкової артилерії змінили стан речей в несприятливу для СРСР сторону. Одним з перших сигналів про необхідність суттєвої модернізації Т-26 стала доповідь в 1936 році відомого конструктора С. О. Гінзбурга начальнику Головного автобронетанкового управління Червоної армії (ГАБТУ) про появу нових зарубіжних машин, переважаючих Т-26 по цілому ряду параметрів. Зокрема, рекомендувалося звернути увагу на французькі танки «Рено» R 35 та «Форж-е-Шанті» FCM 36 і чехословацький «Шкода» Š-IIa, в конструкції яких вже були реалізовані перспективні технічні рішення: зварювання і лиття товстих броньових деталей, підвіска з високими експлуатаційними характеристиками. Однак ця доповідь була відкинута М. М. Тухачевським, який займав у той час посаду заступника народного комісара оборони СРСР по озброєнню. 
Після зміщення, арешту і розстрілу Тухачевського в 1937 році, в керівництві армії та оборонної промисловості відбулися більш ніж значні кадрові зміни. Вже на початку 1938 року радянські військові усвідомили, що Т-26 почав стрімко застарівати, що було відзначено С. О. Гінзбургом ще за півтора року до цього. До 1938 року Т-26, все ще перевершуючи закордонні машини по озброєнню, став поступатися їм по решті параметрів. В першу чергу відзначалися слабкість бронювання і недостатня рухливість танка в зв'язку з малою потужністю двигуна і перевантаженістю підвіски. Більш того, тенденції у розвитку світового танкобудування в той час були такі, що вже в самому найближчому майбутньому Т-26 міг втратити і останню свою перевагу — в озброєнні, тобто до початку 1940-х років стати остаточно застарілим. Однак відразу перейти до проєктування принципово нового танка підтримки піхоти радянське керівництво не зважилося, порахувавши, що конструкція Т-26 ще має можливості для її серйозної модернізації. Однак, конструкторське бюро заводу № 185 під керівництвом С. О. Гінзбурга отримало дозвіл на виготовлення дослідної машини з посиленими бронюванням і підвіскою. Під назвою Т-111 такий прототип був побудований у квітні 1938 року, випробуваний і в цілому отримав непогані відгуки, але по своїй масі він перейшов в категорію середніх танків, тобто перша спроба створити легкий танк з протиснарядним бронюванням на заміну Т-26 не вдалася. 

### Дослідні модернізовані Т-26
По завершенні випробувань Т-111, використавши отриманий при цьому досвід, наприкінці 1938 року С. О. Гінзбург і співробітники його КБ почали роботу над проєктом танка Т-26М з посиленою підвіскою по типу чехословацького танка Š-IIa, який в той час проходив випробування в СРСР (радянський уряд тоді розглядав питання його покупки). Однак до прийнятної для обох сторін угоди прийти не вдалося, тому з санкції наркому оборони СРСР протягом тієї однієї ночі що танк стояв у ангарі, він був таємно обстежений і обміряний групою радянських конструкторів. 1939 року танк Т-26М вийшов на випробування, які підтвердили ефективність і надійність нової підвіски. 
Ще в період роботи над Т-26М завод № 185 за замовленням ГАБТУ розпочав розроблення танка Т-26-5, що розглядався як капітальна модернізація Т-26. На додаток до підвіски типу «Шкода» в ньому планувалося використовувати форсований до 130 к.с. двигун і 20-мм цементувану броню бортів корпусу. До 1940 року цей танк був готовий до випробувань (за винятком форсованого двигуна).
Радянсько-фінська війна 1939–1940 рр. Виявила необхідність в значному посиленні бронювання всіх типів танків. Тому ГАБТУ висуває вимогу посилити бортову броню танка до 30 мм цементованої броні або до 40 мм гомогенної. Одночасно з цим в 1940 році ОКБ-2 заводу № 174 від Главспецмаша Народного комісаріату середнього машинобудування отримує завдання на розробку нового танка з бронею 40 мм, торсіонною підвіскою, дизельним двигуном В-3 і кулеметами ДС. Фактично з цього моменту і починається проєктування Т-50. Після об'єднання заводів № 185 і 174 проєкт Т-26-5 стали називати «126-1», а проєкт за завданням Главспецмаша — «126-2». 1940 року «126-1» вийшов на випробування, але на озброєння не приймався, оскільки створити відповідний для установки в моторний відсік Т-26 двигун необхідної потужності не вдалося. Стало очевидно, що Т-26 остаточно застарів, і спроби його модернізації не мають серйозних перспектив. Проєктні роботи були зосереджені на новому танку. Проєкт «126-2» в металі не реалізовувався, і обидві розробки серйозно критикував замовник, який наполягав на уніфікації ряду вузлів майбутнього танка супроводу піхоти з танком А-32 (прототип майбутнього Т-34), а також на збереженні маси машин в категорії легких танків. В результаті гарячих дискусій між представниками КБ, ГАБТУ і НКО тактико-технічні вимоги (ТТВ) до нового танку зазнали істотних змін. 

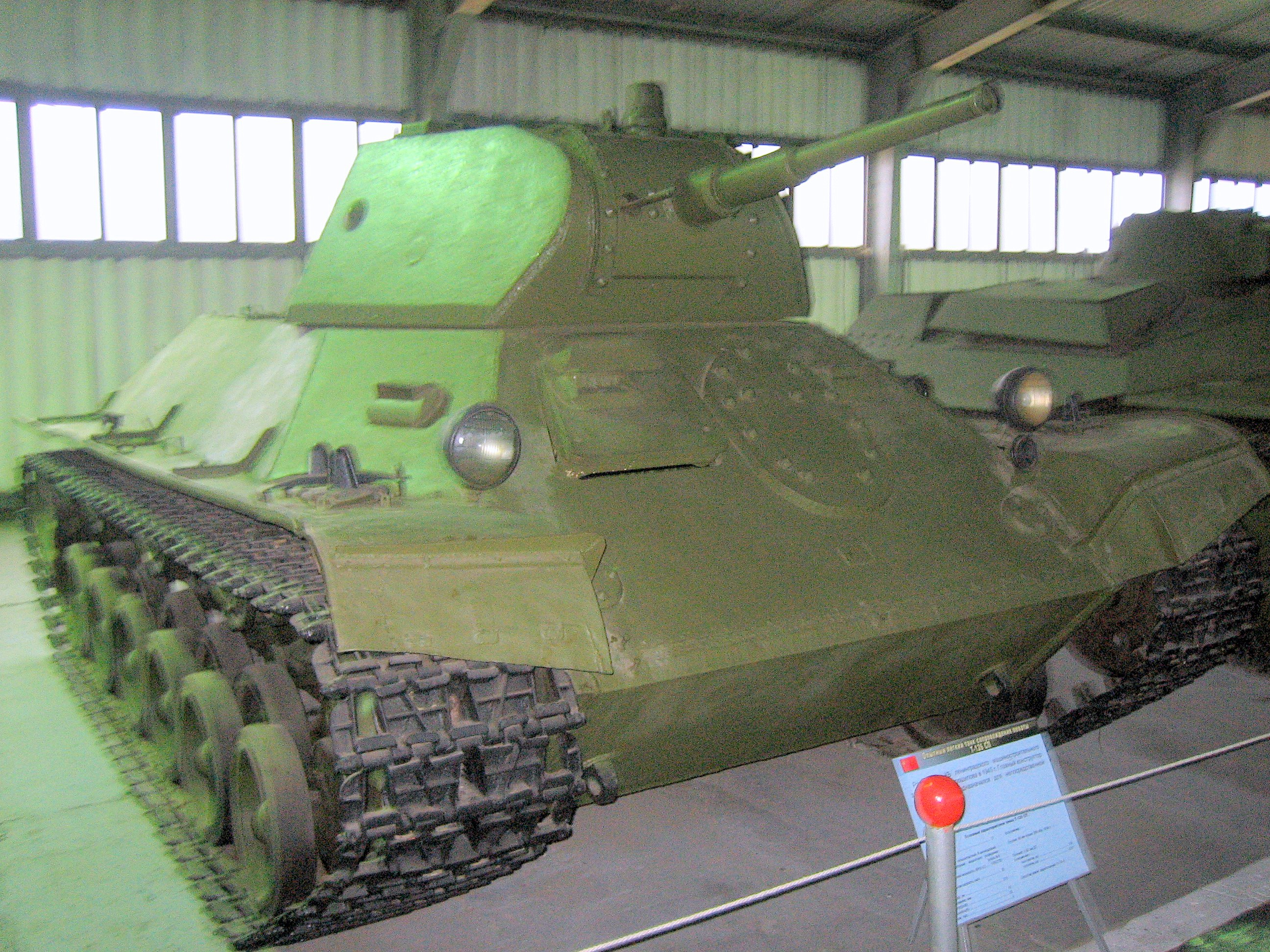
Т-126СП, бронетанковий музей в Кубинці

Зокрема, 29 квітня 1940 нарком оборони уточнив ТТВ на «танк СП» (проєкт 126). Передбачалося створення танка масою не більше 13 тонн, з екіпажем 4 людини, 45-мм гарматою і 2 кулеметами ДТ (спарений і курсовий), бронею завтовшки 45 мм і дизельним двигуном В-3. До серпня 1940 року було підготовлено до випробувань два танки Т-126-2: один з бронею 45 мм і масою в 17 т, другий — з бронею в 55 мм і масою в 18,3 т. Танки вийшли вельми тісними через прагнення укластися в задані межі по масі — розробники економили на кожному кубічному сантиметрі заброньованого обсягу. Свою роль також зіграв певний «волюнтаризм» з боку маршала Климента Ворошилова, який віддавав перевагу класичному компонуванню танків іншим можливим схемам. Хоча в цілому класична компоновка дійсно володіє рядом переваг, але стосовно до легких танків невеликих габаритів інші компонувальні рішення могли дати і кращий результат. 31 серпня 1940 перший зразок Т-126 (СП) розпочав заводські випробування. 

### Вплив PzKpfw III
Під час польського походу 1939 Червона армія зуміла захопити пошкоджений і кинутий солдатами вермахту німецький танк PzKpfw III, а в ході подальшого військово-технічного співробітництва з Третім рейхом було досягнуто згоди про купівлю ще одного танка PzKpfw III Ausf F. Обидві німецькі машини ретельно вивчили, зокрема провели ходові випробування і обстріл з 45-мм протитанкової гармати зр. 1937. Результати випробувань справили дуже велике враження на радянське військове керівництво — за рівнем своєї рухливості, захищеності і зручності роботи екіпажу PzKpfw III Ausf F був визнаний в СРСР найкращим іноземним танком у своєму класі. Було дано завдання доопрацювати проєкт нового легкого танка з урахуванням інформації, отриманої при вивченні німецького танка :

… Необхідно не зволікаючи ні хвилини продовжити роботи по танку «126» з метою доведення всіх його характеристик до рівня німецької машини (або переважаючих її) …
— З листа начальника ГБТУ  Я. М. Федоренко К. Є. Ворошилову від 13/IX/1940

### Остаточне рішення
Осінь 1940 року стала поворотним пунктом у багатьох питаннях, що мають відношення до розвитку бронетанкової техніки в СРСР, в тому числі і в долі легкого танка БПП. Вище керівництво країни і армії з досвіду швидкоплинної кампанії вермахту у Франції зробило ставку на великі мотомеханізовані з'єднання і оголосило про формування 30 механізованих корпусів. Однак для їх оснащення бракувало матеріальної частини, а та, що була в наявності, у багатьох випадках виявилася некомплектною або сильно зношеною, а тому потребувала термінової заміни. Випробування німецького PzKpfw III також підштовхнули ГБТУ до думки, що радянські війська потребують схожого «єдиного танка», який повинен не поступатися по рухливості БТ і бути надійно захищеним від вогню 37-мм протитанкової гармати на всіх дистанціях. На цю роль претендували дві машини — харківський Т-34 та ленінградський прототипи Т-126 (СП). Позаяк в 1940 році вартість Т-34 була дуже високою, він не підходив на роль найбільш масового танка в Червоній армії. Хоча Т-126 (СП) до 20 вересня 1940 вже повністю пройшов всі необхідні випробування, він також був відкинутий ГБТУ з тієї ж причини. Щоб довести вартість до прийнятної величини, було висунуто вимогу зниження маси танка до 14 т, що могло бути виконане тільки ціною ослаблення бронювання. Таким чином, новий «єдиний танк», спочатку виріс з «піхотного» Т-26, повинен був замінити не тільки його, але і швидкохідні БТ. 
За право отримати замовлення на будівництво і випуск такого танка змагалися конструкторські колективи заводу № 174 ім. К. Є. Ворошилова, Кіровського заводу і випускників Військовій академії механізації і моторизації ім. Сталіна. Групу випускників академії очолював досвідчений у спорудженні легких танків М. О. Астров, але їх проєкт, сильно нагадував PzKpfw III, був відкинутий через необхідність переробок двигуна В-4. У грудні 1940 року інші розробники успішно захистили свої проєкти і отримали дозвіл на споруду дослідних машин. Конструкторське бюро заводу № 174 представило дослідний танк «Об'єкт 135» конструкції Л. С. Троянова і С. О. Гінзбурга, а СКБ-2 Кіровського заводу побудувало схожу машину з високоефективною підковоподібною системою охолодження двигуна, а в перспективі пообіцяло ще й виробництво для неї суцільнолитих бронекорпусів. На порівняльних випробуваннях в лютому — березні 1941 року обидва дослідних танки показали близькі результати, і питання про прийняття на озброєння вирішувалося з міркувань технологічності майбутнього серійного виробництва. Тут перевага віддавалася прототипу заводу № 174, і наприкінці лютого, не чекаючи остаточного завершення випробувань, він був прийнятий на озброєння РККА під індексом Т-50. 

## Виробництво

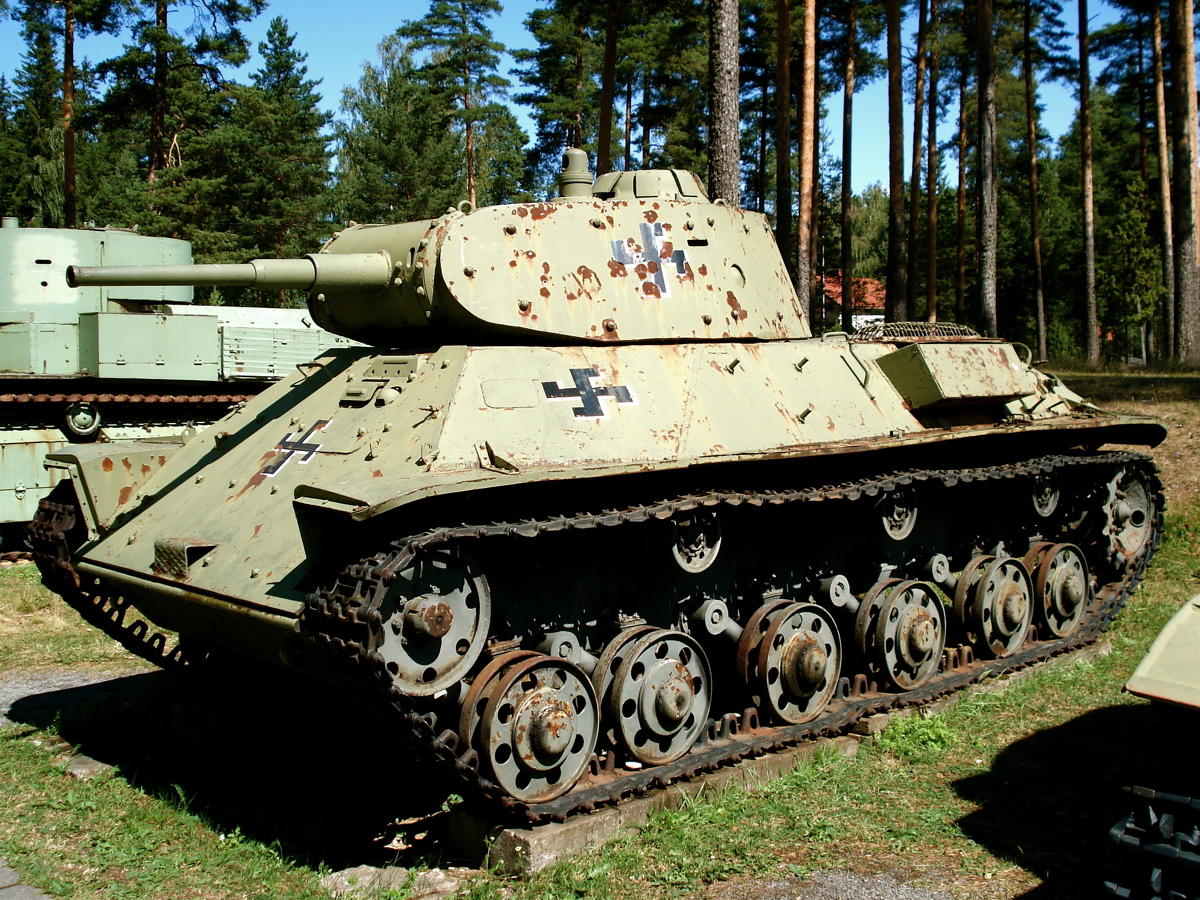
Трофейний Т-50 у фінському танковому музеї в Парола

Незадовго до початку Німецько-радянської війни, 12 квітня 1941 року, Рада народних комісарів СРСР прийняла постанову про початок передсерійного виробництва Т-50 з 1 липня 1941 року на заводі № 174 з тимчасового техпроцесу. Передбачалося до 1 жовтня випустити 25 танків, а в IV кварталі того ж року закінчити роботи з пуску першої черги складального конвеєра для серійних машин. Його вихід на заплановану потужність передбачався на початку 1942 року. Оцінювана потреба в Т-50 тільки для поповнення недостачі в БТ-7 для механізованих корпусів на 1941 рік становила 550 машин, не кажучи вже про інші частини і з'єднання, як танкових, так і стрілецьких військ РСЧА. 
Станом на день початку Німецько-радянської війни, 22 червня 1941 року, танк Т-50 серійно не випускався, і війська його не отримували. Однак, перші серійні машини були відвантажені в армію вже в липні 1941 року. Однак хід бойових дій на північно-західному напрямку прийняв вкрай несприятливий для СРСР характер, вже в липні 1941 року виникла загроза можливої блокади Ленінграда, завод № 174 постраждав від нальотів люфтваффе, почалися перебої з постачанням комплектуючих від суміжників — ряд підприємств танкобудівної галузі вже перебував в евакуації. До серпня становище погіршилося настільки, що був відданий наказ про евакуацію самого заводу № 174 в м. Чкалов (таку назву в той час носив Оренбург). За час від початку виробництва до вибуття в евакуацію було випущено близько 50 Т-50. Також за мобілізаційним планом випуск Т-50 повинен був почати завод № 37, однак цей досить складний танк виявився цьому підприємству не під силу, і воно продовжувало випускати легкі танки Т-40, а потім перейшло на випуск Т-60. 
| Виробництво Т-50, шт.                                                  |         |         |        |       |          |    |    |
| Завод                                                                  | 1941 р. | 1942 р. | Разом  |       |          |    |    |
| липень                                                                 | серпень | грудень | січень | лютий | березень |    |    |
| Ленінград                                                              | 15      | 35      |        |       |          |    | 50 |
| Чкалов                                                                 |         |         | 10     | 8     | 5        | 2* | 25 |
| * ще три танки, що надійшли з фронту, відновлені капітальним ремонтом. |         |         |        |       |          |    |    |

Наприкінці 1941 року танк зазнав значних спрощень, що полегшують виробництво. До січня 1942 року були готові робочі креслення на корпус з гомогенної броні завтовшки 40 мм, оптимізований під напівавтоматичне зварювання, креслення на литу башту з товщиною стінок 50 мм. Виготовлення планувалося до 10 лютого, запуск в серію в березні.
Суміжником виступав завод № 180, який литтям не займався. Станом на 30 грудня 1941 жодного корпусу або башти він не зробив. Башти на танки випуску грудня-березня ставилися з запасу, тримісні.
Згідно з даними на 30 грудня 1941 року, на заводі № 174 було 36 корпусів, 31 башта і 26 моторів. У цю суму включені 10 зібраних у грудні Т-50.
У грудні 1941 року через проблеми з постачанням наглядових приладів була виключена командирська башточка. На новому місці завод № 174 випустив ще близько 15 танків. Відомий історик вітчизняного танкобудування І. Г. Желтов з співавторами в своїй монографії згадує 25 побудованих там машин, а народний комісар танкової промисловості В. О. Малишев у своєму щоденнику — взагалі жодної. Також за версією І. Г. Желтова вважається (джерело:Доповідь-звіт про підсумки військового приймання ТУ ГАБТУ КА на заводі № 174 за період Вітчизняної війни /червень 1941 — травень 1945/), що побудовані в Чкалові Т-50 були передані Чкаловський танковому училищу і не потрапили на фронт (тобто фактично не були прийняті керівництвом), що частково пояснює можливі розбіжності. Згодом завод № 174 був вдруге евакуйований в Омськ. 13 жовтня 1941 Державний комітет оборони (ДКО) ухвалив рішення про будівництво в Барнаулі двох заводів: одного по виробництву танків Т-50 і другого — по виготовленню для цих танків дизелів В −4. Попри всі труднощі воєнного часу, станом на початок липня 1942 року завод № 174 в Омську був близький до впровадження в дію конвеєра для виробництва Т-50, вже йшли його пусконалагоджувальні роботи. 
Однак у липні 1942 року від виробництва Т-50 вирішили тимчасово (як виявилося згодом, назавжди) відмовитися. Заводи в Омську і Барнаулі були переорієнтовані на випуск Т-34 і двигунів до них. Це рішення пояснюється наступними причинами:
- У зв'язку з евакуацією Сталінградського тракторного заводу виник провал у випуску Т-34 в дуже важкий час літнього наступу вермахту в 1942 році. У цій ситуації збільшення випуску вже відпрацьованого Т-34 була визнана більш важливим завданням;
- Для Т-50 не було остаточно вирішено питання із виробництвом двигунів: Ярославський автозавод, який повинен був їх випускати, у 1942 році згорів після авіанальоту, в Барнаулі виробництво двигунів ще належало налагодити. Евакуйований запас приблизно на 200 двигунів був самовільно захоплено директором Челябінського Кіровського заводу І. М. Зальцманом і був ним використаний для виробництва двигунів танків КВ;
- Потужність 45-мм танкової гармати 20-К, якою озброювався Т-50, була явно недостатньою за мірками 1942 року;
- На ряді підприємств було розгорнуто широке виробництво легких танків Т-70, рівноцінних Т-50 по озброєнню. Хоча Т-70 дуже сильно програвав Т-50 по бортовому броньовому захисту, розподілу обов'язків між членами екіпажу та дещо поступався в рухливості, він же був набагато дешевший і технологічніший у виробництві. Також по ленд-лізу стали надходити вдалі танки «Валентайн», близькі за характеристиками до Т-50. [3]

Тим не менше, після 1942 року робилися спроби відновити виробництво Т-50, оскільки армія потребувала в сучасного легкого танку, а Т-70 і «Валентайн» тільки частково задовольняли вимогам, які бойовий досвід висував по відношенню до цього класу бойових машин. Проте з ряду причин (в тому числі неможливість налагодити виробництво деяких комплектуючих) в 1943 році цього зробити не вдалося. Згодом, коли стало ясно, що PzKpfw III, рівноцінний Т-50 на думку радянських військових фахівців, більше вже не є основним танком вермахту, питання про виробництво «п'ятдесятки» було закрите остаточно. 

## Опис конструкції
Танк Т-50 виконувався за класичною компоновочной схемою, коли послідовно від носа до корми машини розміщувалися відділення управління, бойове та моторно-трансмісійне. Корпус і башта танка мали значні кути нахилу, тому своїм зовнішнім виглядом Т-50 був дуже схожий на середній танк Т-34 тією ж компонувальної схеми. У відділенні управління з невеликим зсувом від центру у бік лівого борту знаходилося робоче місце механіка-водія, решта членів екіпажу (навідник, заряджаючий і командир) знаходилися в тримісній башті. Робоче місце навідника розташовувалося зліва від гармати, заряджаючого — праворуч, командира — в задній частині башти правіше центральної поздовжньої площини.
Класична компоновочная схема визначала в цілому набір переваг і недоліків танка в рамках машин свого класу. Зокрема, заднє розташування трансмісійного відділення, тобто тягових коліс, сприятливо позначалося на зменшенні їх уразливості, оскільки задній край танка найменшою мірою зазнає ворожого обстрілу. До інших переваг обраної для Т-50 компоновки можна зарахувати невелику висоту і загальну масу танка (у порівнянні з іншими машинами інших компонувальних схем), але це було досягнуто ціною мінімізації заброньованого обсягу та за наявності екіпажу з чотирьох чоловік неминуче призводило до проблем ергономічного характеру.

### Броньовий корпус і башта

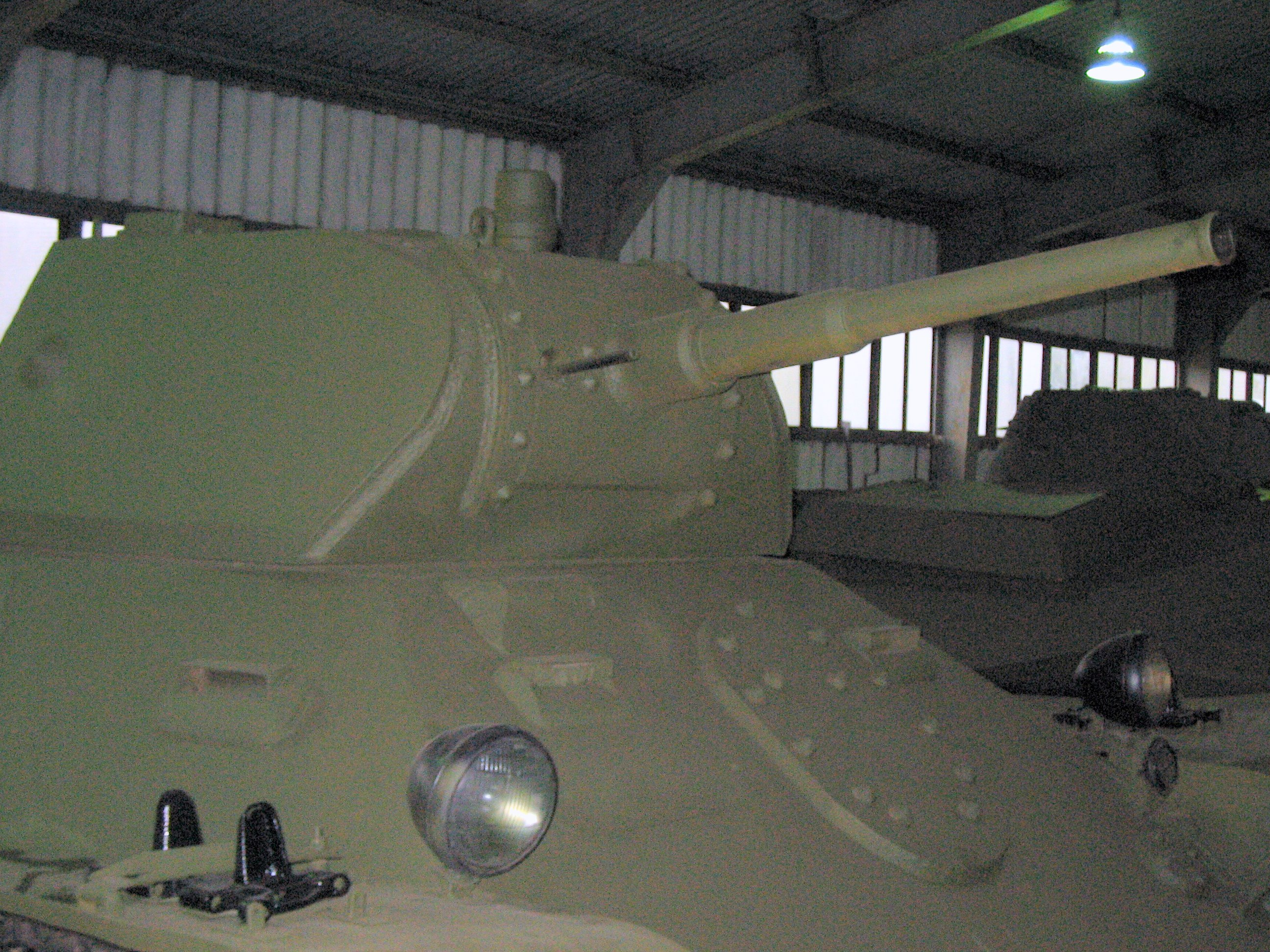
Башта Т-126СП, бронетанковий музей в Кубинці

Броньовий корпус танка зварювався з вальцований гетерогенних (застосовувалася цементація) броньових плит високої твердості завтовшки 12, 15, 25, 30 і 37 мм. Броньовий захист диференційований, протикульний-протиснарядний. Лобові, верхні бортові і кормові бронеплити мали раціональні кути нахилу в 40-50°, нижня частина борту — вертикальна. Броньові плити корпусу з'єднувалися суто зварюванням. Робоче місце механіка-водія знаходилося в передній частині бронекорпуса танка з деяким зсувом вліво від центральної подовжньої площини машини. Люк для посадки-висадки механіка-водія розташовувався на лобовій бронеплиті і був забезпечений врівноважуючим механізмом для полегшення відкривання. Наявність люка механіка-водія послаблювало стійкість верхньої лобової деталі до снарядних попадань. Плити над моторним і трансмісійним відділеннями були знімними для полегшення обслуговування двигуна і трансмісії. Добре продуманою була система охолодження, коли повітря забиралося через захищені сітками і прямокутні отвори, що броньовані жалюзі, в даху моторного відділення, обдувало вузли і агрегати всередині нього і викидалося через вихідні щілини над гусеницями. Туди ж відводилися вихлопні гази дизельного двигуна. Корпус також мав ряд люків, лючків і технологічних отворів для вентиляції жилих приміщень танку, зливу палива і масла, доступу до горловини паливних баків, інших вузлів і агрегатів машини. Ряд цих отворів захищався броньовими кришками, заслінками і кожухами.
Зварна башта складної геометричної форми мала борти завтовшки 37 мм, які розташовувалися під кутом нахилу в 20°. Лобова частина башти захищалася циліндричною бронемаскою завтовшки 37 мм, в якій були амбразури для установки гармати, кулеметів і прицілу. У даху башти встановлювалася нерухома командирська башточка з вісьмома оглядовими приладами триплекс і відкидний лючок для прапорцевої сигналізації. Посадка-висадка командира, навідника і заряджаючого проводилася через два люки попереду командирської башточки. У кормовому листі башти також розташовувався люк для завантаження боєкомплекту і викиду стріляних гільз, через нього командир машини міг покинути танк в аварійній ситуації. башта встановлювалася на кульковій опорі і фіксувалася захватами щоб уникнути звалювання при сильному крені або перекиданні танка.

### Озброєння
Основним озброєнням Т-50 була нарізна напівавтоматична 45-мм танкова гармата зр. 1934 (1938) р. (20-К) з клиновим вертикальним затвором. Вона монтувалася на цапфах по поздовжній площині симетрії башти, з ним спаровувалися два 7,62-мм кулемети ДТ, які могли легко зніматися зі строєної установки і використовуватися поза танком. Будова установки мала діапазон кутів піднесення від −7° до +25° і круговий обстріл по горизонталі. Довжина ствола гармати 20-К становила 46 калібрів, дальність стрільби прямою наводкою досягала 3,6 км, максимально можлива — 4,8 км. Поворотний і підйомний механізми наведення строєної установки, а також спуск оснащувалися ручними приводами.
Боєкомплект гармати становив 150 пострілів унітарного заряджання (патронів). При стрільбі бронебійними снарядами екстракція стріляної гільзи здійснювалася автоматично, а при веденні вогню осколковими снарядами через меншу довжину відкоту ствола, зумовленого малою початковою швидкістю осколкового снаряда, напівавтоматика не працювала, і командиру доводилося відкривати затвор і виймати стріляну гільзу вручну. Теоретична скорострільність гармати становила 12 пострілів на хвилину, але через необхідність ручної екстракції стріляної гільзи осколкового снаряда темп вогню на практиці був дещо нижче, 4-7 пострілів у хвилину. До складу боєкомплекту могли входити наступні снаряди:
| Номенклатура боєприпасів                                                |            |                  |                              |                          |                       |
| Тип                                                                     | Позначення | Вага снаряда, кг | Вага ВР, г                   | Початкова швидкість, м/с | Дальність таблична, м |
| Каліберні бронебійні снаряди                                            |            |                  |                              |                          |                       |
| Бронебійно-трасуючий тупоголовий з балістичним наконечником             | БР-240     | 1,43             | 18,5 (A-IX-2)                | 760                      | 4000                  |
| Бронебійно-запальний трасуючий тупоголовий з балістичним наконечником   | БЗР-240    | 1,44             | 12,5+13 (запалювальна суміш) | 760                      | 4000                  |
| Бронебійний тупоголовий з балістичним наконечником                      | Б-240      | 1,43             | 19,5 (A-IX-2)                | 760                      | 4000                  |
| Бронебійно-трасуючий гостроголовий суцільний з балістичним наконечником | БР-240СП   | 1,43             | нет                          | 757                      | 4000                  |
| Підкаліберні бронебійні снаряди                                         |            |                  |                              |                          |                       |
| Підкаліберний бронебійно-трасуючий («котушкового» типу)                 | БР-240П    | 0,85             | нет                          | 985                      | 500                   |
| Осколкові снаряди                                                       |            |                  |                              |                          |                       |
| Осколковий сталевий                                                     | О-240      | 1,98—2,15        | 78                           | 343                      | 4200                  |
| Осколковий сталистого чавуну                                            | О-240А     | 1,98—2,15        | 78                           | 343                      | 4200                  |
| Картеч                                                                  |            |                  |                              |                          |                       |
| Картеч                                                                  | Щ-240      | 1,62             | 137 куль, 100 г. пороху      | ?                        | ?                     |

| Таблиця бронепробвності для 45-мм гармати 20-К |                           |                           |
| Бронебійні тупоголові снаряди Б-240, БР-240, БЗР-240 |                           |                           |
| Дальність, м | При куті зустрічі 60°, мм | При куті зустрічі 90°, мм |
| 100 | 43                        | 52                        |
| 250 | 39                        | 48                        |
| 500 | 35                        | 43                        |
| 1000 | 28                        | 35                        |
| 1500 | 23                        | 28                        |
| 2000 | 19                        | 23                        |
| Бронебійний гостроголовий суцільний снаряд БР-240СП |                           |                           |
| Дальність, м | При куті зустрічі 60°, мм | При куті зустрічі 90°, мм |
| 100 | 49                        | 59                        |
| 250 | 45                        | 55                        |
| 500 | 40                        | 51                        |
| 1000 | 32                        | 40                        |
| 1500 | 26                        | 33                        |
| 2000 | 22                        | 26                        |
| Підкаліберний бронебійний снаряд БР-240П |                           |                           |
| Дальність, м | При куті зустрічі 60°, мм | При куті зустрічі 90°, мм |
| 100 | 70                        | 96                        |
| 200 | 84                        | 65                        |
| 300 | 72                        | 59                        |
| 400 | 53                        | 61                        |
| 500 | 47                        | 51                        |
| Наведені дані відносяться до радянської методики вимірювання пробивної здатності (розрахована за формулою Жакоб-де-Марра для цементованої броні з коефіцієнтом K = 2400). Слід пам'ятати, що показники бронепробивності можуть помітно відрізнятися при використанні різних партій снарядів і різної технології виготовлення броні. |                           |                           |

Унітарні 45-мм постріли до танкової гармати 20-К:
1. УБР-243П з підкаліберним бронебійним снарядом БР-240П
2. УБР-243СП із суцільним бронебійним снарядом БР-240СП
3. УБЗР-243 з бронебійно-запальним снарядом БЗР-240
4. УО-243 з осколковою гранатою О-243
5. УЩ-243 з картеччю Щ-240

Спарені кулемети ДТ мали боєкомплект в 4032 патрони (64 диска), також екіпаж забезпечувався одним пістолет-кулеметом ППД з 750 патронами і 24 ручними гранатами Ф-1. У ряді випадків до цього озброєння додавався пістолет для стрільби сигнальними ракетами.

### Двигун
Т-50 оснащувався чотиритактним рядним 6-циліндровим дизельним двигуном рідинного охолодження В-4 потужність якого становила 300 к.с. Пуск двигуна забезпечувався інерційним стартером вручну або від електродвигуна, також був передбачений і пуск від стисненого повітря з повітряних резервуарів всередині машини. Т-50 мав щільну компоновку, при якій основні паливні баки об'ємом 350 л розташовувалися і в бойовому, і в моторно-трансмісійному відділенні. Цього запасу палива вистачало на 344 км ходу по шосе. Для забезпечення подачі палива з баків до паливопідкачуючих насосів дизеля в баках створювався надлишковий тиск за допомогою спеціального ручного повітряного насоса.

### Трансмісія
Танк Т-50 оснащувався механічною трансмісією, до складу якої входили:
- Дводисковий головний фрикціон сухого тертя «сталі по феродо» із пружинним демпфером крутильних коливань;
- Чотириступінчаста коробка передач (4 передачі вперед і 1 назад);
- Два бортових фрикціони з тертям «сталь по сталі» і стрічковими гальмами з накладками феродо;
- Два бортових дворядних редуктори.

Всі приводи керування трансмісією — механічні. Зупинкові стрічкові гальма мали спеціальний фіксатор для їх закріплення в загальмованому стані. У порівнянні з трансмісією середніх і важких танків розробки 1939–1941 рр. трансмісія Т-50 вважалася доволі надійною.

### Ходова частина

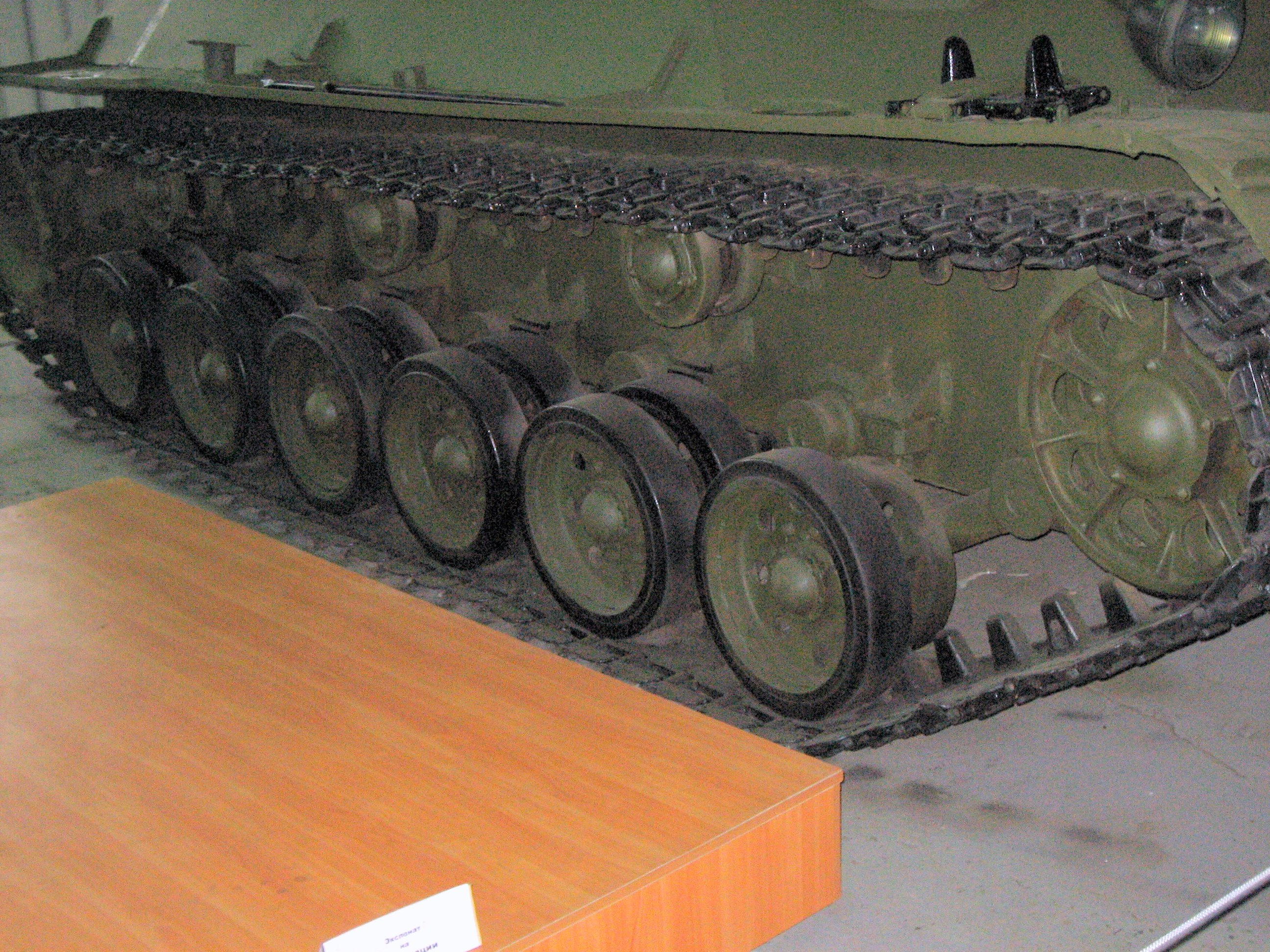
Ходова частина Т-126СП, бронетанковий музей в Кубинці

Ходова частина танка Т-50 була новою розробкою для радянських серійних легких танків (аналогічне рішення було застосовано на машинах інших класів — малих танках Т-40 і важких КВ-1). Підвіска машини — індивідуальна торсіонна для кожного з 6 двосхилих опорних котків малого діаметра по кожному борту. Навпроти кожного опорного котка до бронекорпусу приварювалися обмежувачі ходу балансирів підвіски. Тягові колеса зі знімними зубчастими вінцями цівкового зачеплення розташовувалися позаду, а лінивці — спереду. Верхня гілка дрібноланкової гусениці з відкритим металевим шарніром підтримувалася трьома малими підтримуючими котками по кожному борту. Одногребеневі траки гусениць завширшки 360 мм відливалися зі сталі Гарфільд.

### Електрообладнання
Електропроводка в танку Т-50 була однопроводовою, другим проводом служив бронекорпус машини. Джерелами електроенергії (робоча напруга 12 В.) були генератор ДСФ-500Т з реле-регулятором РРК-ГТ-500 потужністю 0,5 кВт. і акумуляторна батарея марки 3-СТЕ-126 загальною ємністю 126 А·год. Споживачі електроенергії включали в себе:
- Зовнішнє та внутрішнє освітлення машини, прилад підсвічування прицільних шкал;
- Зовнішній звуковий сигнал;
- Засоби зв'язку — радіостанція, танковий переговорний пристрій і односторонній світлосигнальний пристрій від командира до механіка-водія;
- Електрика моторної групи — електродвигун інерційного стартера тощо[1]

### Приціли та прилади спостереження
Будова установки гармати 20-К і кулеметів ДТ оснащувалася телескопічним прицілом ТОС, також танк оснащувався другим прицілом перископічного типу ПТ-1. Робоче місце водія оснащувалося оглядовим приладом триплекс на кришці вхідного люка, на частини машин він був доповнений ще двома аналогічними приладами в вилицях носової частини бронекорпуса. У спокійній обстановці на поході люк відкривався, і механік-водій безпосередньо спостерігав за навколишнім оточенням. Навідник і заряджаючий мали свої перископи і оглядові прилади триплекс в бортах башти, а командир Т-50 вів кругове спостереження через командирську башточку з вісьмома наглядовими приладами. Оглядовість з машини в порівнянні з будь-яким іншим радянським танком того часу розцінювалася як відмінна. 

### Засоби зв'язку
Танки Т-50 оснащувалися радіостанцією КРСТБ, внутрішнім переговорним пристроєм ТПУ-3 на 3 абонента і світлосигнальним пристроєм для внутрішнього однобічного зв'язку від командира до механіка-водія.
Радіостанція КРСТБ будувалася за трансиверною схемою, і з технічної точки зору вона була ламповою короткохвильовою радіостанцією, яка працює в діапазоні частот від 3,75 до 6 МГц (відповідно довжини хвиль від 80 до 50; м). На стоянці дальність зв'язку в телефонному (голосовому, амплітудна модуляція) режимі при відсутності перешкод досягала 16 км, в русі вона трохи зменшувалася. Велику дальність зв'язку можна було отримати в телеграфному режимі, коли інформація передавалася телеграфним ключем азбукою Морзе чи іншою дискретною системою кодування. Згодом радіостанція КРСТБ послужила базою для подальшого розвитку радіостанцій серії 10-Р.
Танковий переговорний пристрій ТПУ-3 дозволяв вести переговори між членами екіпажу танка навіть в сильно зашумленій обстановці і підключати шоломофонну гарнітуру (головні телефони і ларингофони) до радіостанції для зовнішнього зв'язку.

## Модифікації

### Прототипи
- Т-126 (СП), ранній варіант танка БПП з протиснарядним бронюванням. Побудовано дві машини з товщиною броні 45 і 37 мм відповідно.
- Т-50, дослідний зразок Кіровського заводу. Від прийнятого на озброєння РККА зразка заводу № 174 зовні відрізнявся зміненою формою корпусу. Машина була побудована в єдиному екземплярі і взяла участь у боях під Ленінградом.

### Серійні
Легкий танк Т-50 офіційно випускався в одній-єдиній серійній модифікації, однак її можна розділити на два підтипи:
- Т-50 базова модель;
- Т-50 спрощений. Від базової моделі цей різновид відрізнявся 40-мм гомогенною бронею замість 37-мм цементованої, литою баштою замість зварної, і частина машин була випущена без командирської башточки.

Також є твердження, що по ходу військової експлуатації серійні Т-50 дообладнувалися в польових умовах додатковими броньовими екранами. Захоплений фінською армією Т-50 також отримав додаткове бронювання. Дослідних і серійних бойових та спеціальних машин (САУ, ЗСУ, БТР, БРЕМ, тягач та ін .) на базі легкого танка Т-50 не випускалося.

### Проєкти
- Т-127, корпус танка був значно звужений і збирався з листів вальцованої броні завтовшки 30-45 мм, що дозволяло зменшити масу до 12,5 тонн. Так само використовувалося вдвічі меншу кількість торсіонів ніж на Т-126 (СП) і новий двигун Д-744.
- Т-50-2 або Т-52. Безпосередньо перед початком Німецько-радянської війни опрацьовувалося питання про встановлення в Т-50 потужніших 57- або 76-мм гармат, а також перетворенню його в зенітний танк шляхом установки нової башти з 25-мм автоматичною зенітною гарматою зр. 1940 У зв'язку з війною, що почалася всі роботи по цих проєктах були припинені і не вийшли зі стадії чорнових ескізів та начерків.

## Організаційно-штатна структура
Зважаючи на нечисленний випуск, хаос та плутанину після початку війни і неодноразові зміни штатів радянських танкових частин і підрозділів у другій половині 1941 року, єдиної версії організаційно-штатної структури з затвердженим керівництвом кількістю Т-50 не існує. Випущені Т-50 передавалися у знову формовані або поповнювані військові частини невеликими партіями у міру завершення їхньої побудови, замінюючи вибули з ладу легкі танки типів БТ і Т-26. Тому в збережених звітах про наявність матеріальної частини Т-50 фігурують у складі підрозділів з дуже різноманітним танковим парком. Зокрема, станом на 11 серпня 1941 1-ша танкова дивізія 1-го механізованого корпусу нараховувала в своєму складі 14 Т-28, 22 КВ різних модифікацій, 48 БТ різних модифікацій, 12 Т-26 і 7 Т-50. Подібний стан справ на північно-західному напрямку і особливо на Ленінградському фронті зберігався досить довго, наприклад, 220-та танкова бригада 55-ї армії станом на 27 вересня 1942 року мала 8 Т-28, 18 КВ різних модифікацій, 20 Т-34, 17 Т-26 і 4 Т-50.

## Бойове застосування

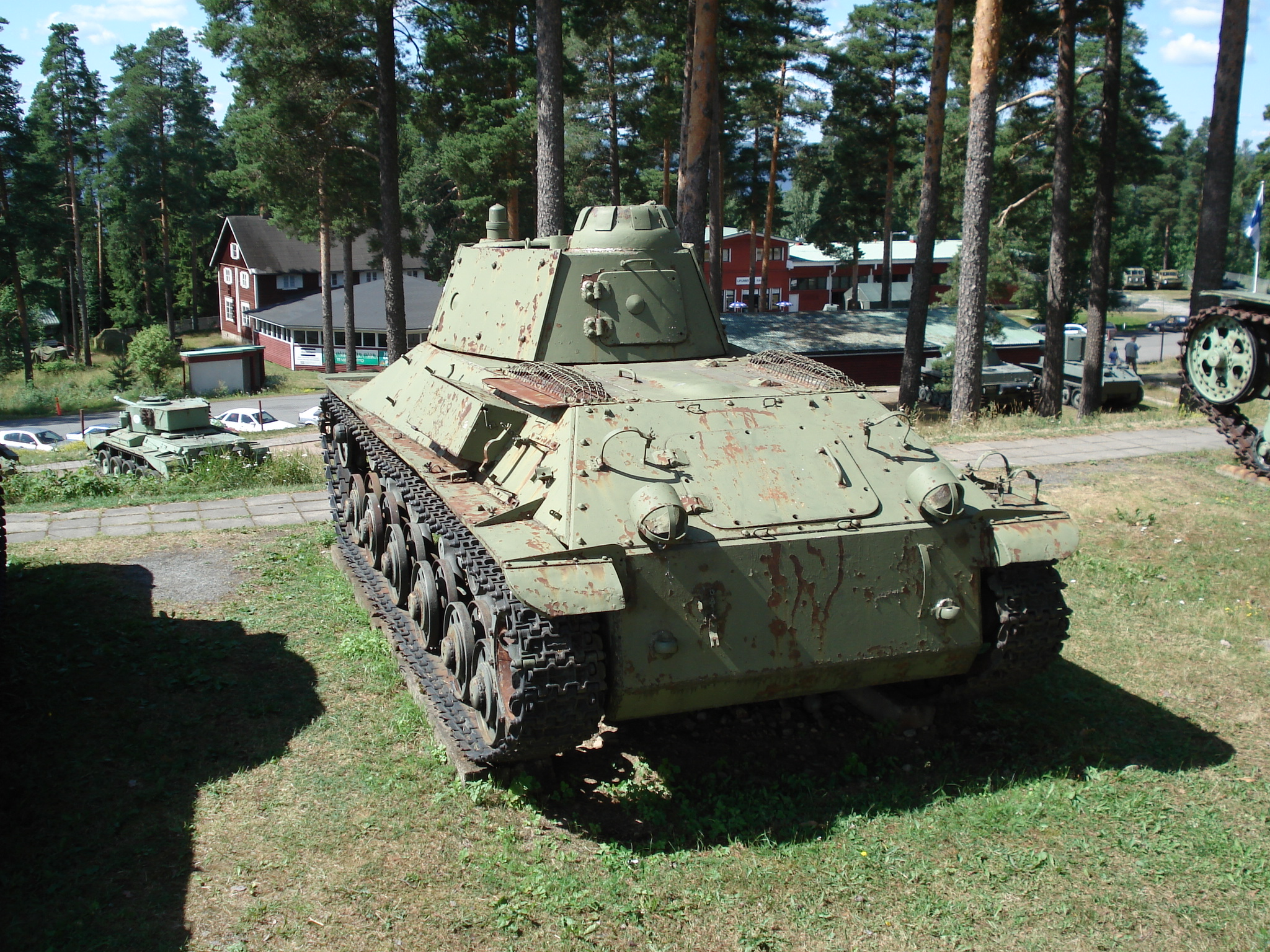
Трофейний Т-50 у фінському танковому музеї в Парола, вид ззаду зліва

Інформація про бойове застосування Т-50 є фрагментарною, оскільки архівні фронтові документи містять мало відомостей про це питання. Також через дрібносерійність випуску невідомі і прямі відгуки про танк воювавшим на ньому солдатів. Однак у своєму листі колективу заводу № 174, датованому липнем 1941 року, начальник ГБТУ РККА Я. М. Федоренко дав наступну оцінку Т-50 :

Ваш новий танк надзвичайно потрібен на фронті. Він безвідмовний, малопомітний, прекрасно заброньований, має прекрасну прохідність і рухливість. Командування Червоної Армії просить вас докласти всіх зусиль для всебічного форсування випуску танків фронту …

Велика частина випущених танків опинилася на північно-західній ділянці фронту — недалеко від заводу-виробника в Ленінграді. На Ленінградському фронті воювало 37 серійних машин і один танк-прототип Кіровського заводу. Наприклад, 10 танків цього типу було в 1-ї танкової дивізії 1-го механізованого корпусу (з них до 1 жовтня 1941 року було втрачено 6 машин), не менше трьох — у 2-й дивізії народного ополчення, 10 танків — у 84-му окремому танковому батальйоні і т.п . Кілька Т-50 було у складі 7-ї армії, що брала участь в боях на Карельському перешийку з фінською армією. У невеликій кількості Т-50 продовжували воювати на Ленінградському фронті і в наступні роки, остання машина була втрачена у вересні 1943 року. Башти Т-50 використовувалися при будівництві укріплень під Ленінградом. Ще 8 танків отримала 150 танкова бригада, станом на 25.09.41 р. вони числяться в бригаді.
Також відомо про застосування Т-50 під Москвою — в 1941 році в складі Брянського фронту було 8 Т-50, ще один такий танк входив до складу 22-ї танкової бригади Західного фронту.
27 танків Т-50, як ленінградського, так і чкаловського випуску, увійшли до складу 488-го окремого танкового батальйону, перекинутого на Закавказький фронт. У жовтні 1942 року — січні 1943 року батальйон брав активну участь у боях на Північному Кавказі. До 1 лютого 1943 року батальйон справної матчастини не мав і незабаром відбув на переформування.
Один Т-50 був захоплений фінськими військами і використовувався до кінця війни (з посиленим бронюванням). Після війни цей танк експлуатувався в фінської армії до 1954 року.

## Оцінка проєкту

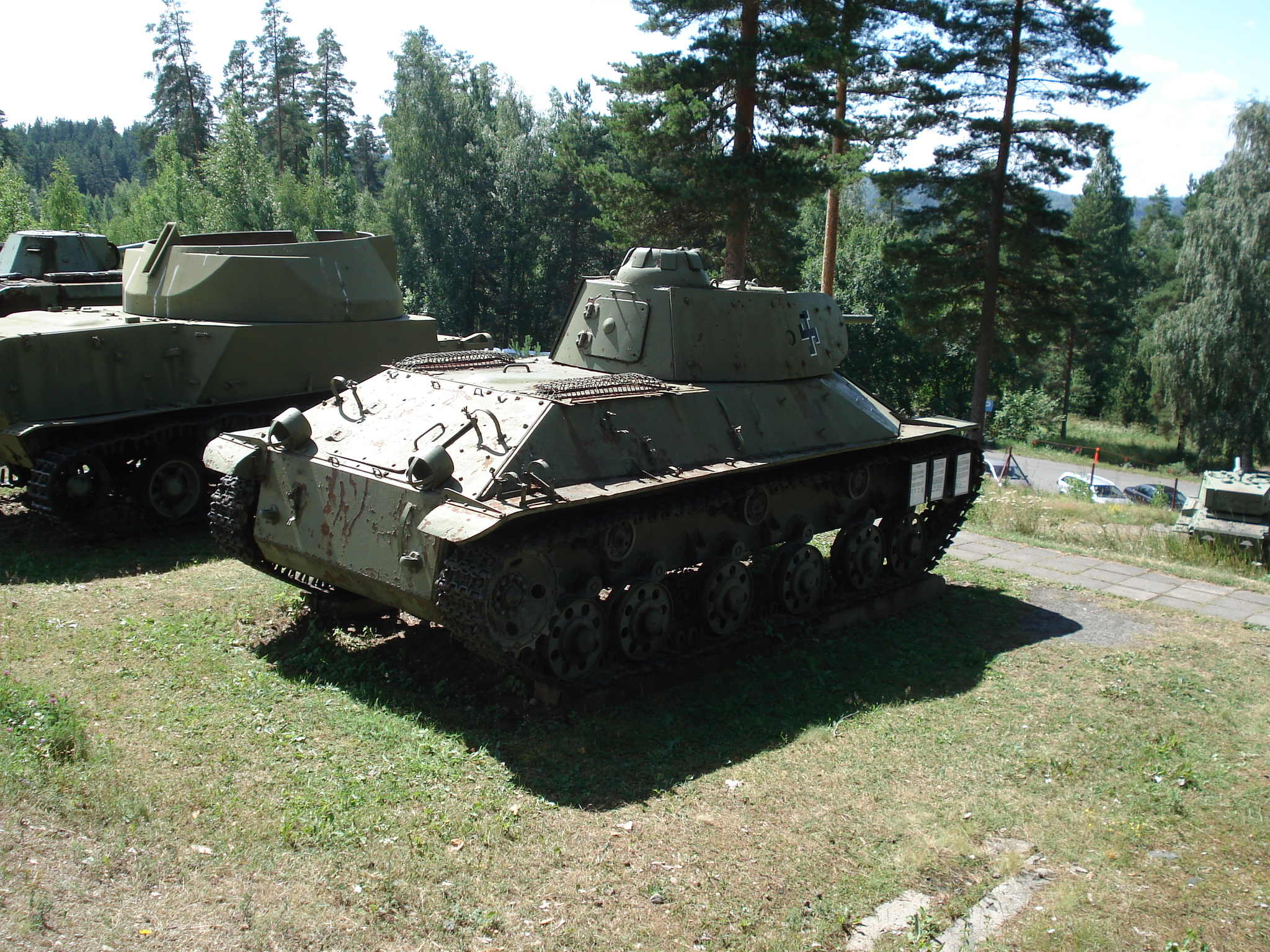
Трофейний Т-50 у фінському танковому музеї в Парола, вид ззаду праворуч

У ряді радянських передвоєнних танків Т-50 займає відособлене місце. Ця бойова машина була в дуже значній мірі позбавлена загальних для того часу бід радянського танкобудування: низької надійності підвіски і трансмісії, а також незадовільного огляду поля бою. Радянськими конструкторами були досягнуті значні успіхи в рухливості — питома потужність Т-50 перебувала біля значення 20 к.с./т, а коефіцієнт L/B (відношення довжини ділянки гусениці, що стикається з ґрунтом до ширини танка) дорівнював 1,17. Для порівняння, у середнього танка Т-34 ці параметри становили 18,3 к.с./т і 1,5 відповідно. У підсумку «п'ятдесятка» була дуже маневреною і динамічною. Захищеність Т-50 фахівцями РККА оцінювалася також вельми високо: бронювання танка надійно захищало його від вогню найпоширеніших в 1940–1941 рр. німецьких 37-мм протитанкової і танкової гармат. При великому куті зустрічі щодо нормалі броня Т-50 також мала хороший шанс вистояти і проти 50-мм снарядів потужніших протитанкових і танкових гармат. Також слід зазначити, що зважаючи цементації броні Т-50, її снарядостійкость вважалася еквівалентною аналогічній характеристиці товстішої броні середнього танка Т-34. Висока питома потужність потенційно дозволяла істотно підсилити бронювання машини, незначно пожертвувавши динамічними характеристиками. 
Проблеми з ергономікою бойового відділення у Т-50 не мали особливо гострого характеру, оскільки машина створювалася з відомою оглядкою на характеристики вельми гідного в цьому плані німецького PzKpfw III. Попри твердження про тісноту башти Т-50, в ній спокійно розміщувалися без особливих проблем три людини, її головний недолік полягав не в тісноті. Башта Т-50 мала люки для посадки-висадки тільки над робочими місцями навідника і заряджаючого, а командирська башточка оснащувалася тільки малим лючком для прапорцевої сигналізації. Тому в разі важкого поранення або загибелі навідника з заряджаючим командир не міг самостійно покинути танк — прибрати зі шляху тіло пораненого або загиблого товариша, щоб скористатися люками в башті, в Т-50 неможливо. З іншого боку, навіть багато пізніші радянські машини (наприклад, ІС-2) і деякі зарубіжні (переважно з щільною компоновкою) мали той же недолік.
Головною ж слабкістю Т-50 було його озброєння. Станом на 1941 рік 45-мм гармата 20-К уже не могла вважатися достатньою по потужності як проти броньованих машин противника, так і проти неброньованих цілей або польових укріплень. Гетерогенна 50-мм броня вже була поза можливостями штатного бронебійного снаряду БР-240 на всіх дистанціях, а заявлені 40 мм бронепробивності відповідали виготовленому суворо за затвердженою технологією снаряду. З останнім у СРСР (особливо після початку війни, коли до випуску боєприпасів були під'єднані неспеціалізовані цивільні підприємства) були дуже великі труднощі, наслідком яких став той факт, що 45-мм снаряд БР-240 з дуже великими труднощами пробивав бортову 32-мм цементовану броню німецьких середніх танків. Ця проблема була вирішена конструкторським бюро Гартца до кінця 1941 року, коли його колектив розробив новий бронебійний 45-мм снаряд БР-240СП. Тільки після прийняття БР-240СП на озброєння і початку його масового випуску 45-мм танкові і протитанкові гармати отримали бронепробивність, навіть трохи перевищуючу заявлену для штатного БР-240.  Ця слабкість Т-50 була усвідомлена керівництвом ще на етапі його проєктування, в конструкторському бюро В. Г. Грабіна для Т-50 розробляли нову 57-мм танкову гармату, що в потенціалі виводило можливості машини на новий рівень. Однак проблеми зі снарядами не обмежувалися тільки одним 45-мм калібром, у той час були труднощі і з 57-мм, і з 76-мм боєприпасами, тому розкриття такого потенціалу виявилося під питанням. Початок війни остаточно поставив крапку в питанні розробки 57-мм гармати для Т-50, бо перед конструкторським бюро В. Г. Грабиіа були поставлені важливіші завдання. 
У підсумку, попри всі вартісні і ергономічні переваги Т-50, перспективнішим і в теорії, і на практиці в радянському танкобудуванні виявився середній танк Т-34 внаслідок рівноцінного з «п'ятдесяткою» броньовим захистом і набагато потужнішим озброєнням. Однак, нижча вартість у порівнянні з Т-34 і безумовну перевагу за всіма параметрами над найбільш масовими довоєнними танками РККА Т-26 та БТ-7 робили Т-50 вельми привабливим танком в очах радянських військових фахівців навіть в умовах 1942–1943 рр.  Хоча зазначені вище об'єктивні причини не дозволили відновити його виробництво, саме Т-50 був орієнтиром для вітчизняних масових легких танків 1941–1943 рр. Відомий конструктор М. О. Астров, розробляючи лінійку масових легких танків Т-60 — Т-70 на основі малого плавучого танка Т-40, в її кінці зумів досягти близьких до Т-50 характеристик в танку Т-80. При приблизно рівноцінному лобовому захисті і ергономіці Т-80 озброювався ідентичною з Т-50 гарматою, сильно перевершував Т-50 по куту піднесення гармати і технологічності виробництва, але настільки ж сильно поступався в бортовому бронюванні і рухливості. Цікаво, що Т-80 спіткала та ж доля, що і Т-50 — дрібносерійний (близько 80 шт.) випуск і зняття з виробництва. Хоча причини цього в обох випадках були дуже різними, в підсумку два найбільш конструктивно створених радянських легких танка практично не зробили впливу на хід подій.

### Зарубіжні аналоги
За масовій категорії Т-50 потрапляє в один ряд з італійським танком M14/41, чехословацьким TNHP-S (LT-38) «Прагою» (більш відомим як Pz Kpfw 38(t)), британським «Валентайном», французьким «Гочкіса» H 39 та американським M3 (M5) «Стюартом». За своїми характеристиками Т-50 виглядає достойно: не поступається або перевершує в захищеності всі ці машини за винятком «Валентайна»; його озброєння також має свої плюси і мінуси в порівнянні з зарубіжними машинами. Бронебійна дія каліберного снаряда 45-мм гармати трохи поступалося аналогічним параметрам 37-мм чехословацьких і американських боєприпасів, 40-мм англійських; але було значно сильніше дії 37-мм французької та 47-мм італійських бронебійних снарядів. Варто відзначити, що з 1942 року 45-мм радянська танкова гармата стала комплектуватися підкаліберним снарядом (хоча і в невеликій пропорції до кількості каліберних бронебійних боєприпасів), що дозволяло на близьких дистанціях пробивати броню завтовшки аж до 80 мм. За винятком практично рівноцінного по осколкової дії 47-мм гармати італійського танка, 45-мм гармата Т-50 мала перевагу над всіма 37-мм гарматами, а 40-мм (і спочатку навіть більш пізня 57-мм) гармата «Валентайна» взагалі не комплектувалися осколково-фугасними боєприпасами. За характеристиками рухливості та ергономіки Т-50 був цілком на рівні найкращих світових зразків. Порівняння Т-50 з німецьким PzKpfw III є неправомірним з технічної точки зору, оскільки остання машина до 1941 року остаточно перейшла з категорії «легко-середніх» в повноцінні середні танки масою близько 19 т, але може бути доречним у світлі подібних поглядів на доктрину їх застосування. Німецький танк мав відчутні переваги в захищеності (до 60 мм цементованої броні в лобовій частині і 32 мм по бортах) і в озброєнні — навіть 42-каліберна 50-мм гармата перевершувала 20-К по дуловій енергії і питомому імпульсу каліберного бронебійного і дієвості осколкового. При близьких потужностях силових установок важчий PzKpfw III програвав Т-50 в енергоозброєності та по величині питомого тиску на ґрунт.

## Збережені екземпляри
До теперішнього часу збереглося три екземпляри танка Т-50:
- Росія, Музей бронетанкової техніки в Кубинці — дві машини (прототип Т-126 (СП) та серійний танк Т-50)
- Фінляндія, танковий музей у Парола — одна машина (трофейний зразок з посиленим бронюванням).

Жоден зі збережених танків не є ходовим експонатом.

## Т-50 в масовій культурі

### Стендовий моделізм
З причини нечисленності і відносній маловідомості Т-50 слабо представлений в цій області. Масштабні копії Т-50 в масштабі 1:35 випускаються російською фірмою «Макет», а також польськими фірмами «Techmod» і «Mirage». Креслення для самостійної споруди моделі Т-50 публікувалися в журналі «Моделіст-конструктор».

### Комп'ютерні ігри
У багатокористувацької онлайн-грі World of Tanks Т-127, Т-50 і Т-50-2 включені в лінійку радянських легких танків.
У багатокористувацької онлайн-грі Enlisted, гравець може отримати під своє командування танк Т-50, в компанії "Битва за Москву", якщо дійде до потрібного для його відкриття рівня.